# Maximiliano Amondarain
Maximiliano Javier Amondarain Colzada (Montevideo, Uruguay, 22 de enero de 1993) es un futbolista uruguayo. Juega como defensa central y su equipo actual es Cienciano de la Liga 1 del Perú.

## Trayectoria
Realizó todas las divisiones menores en el Club Nacional. Sin embargo, sus inicios profesionales los dio en Progreso en junio de 2012, equipo en el que hizo su debut profesional el 7 de octubre del mismo año, fue Leonardo Ramos el encargado de darle confianza y hacerlo debutar con una derrota por 0-2 como visitante contra Fénix.

### Cardiff City
El 30 de agosto de 2013, el Cardiff City confirmó la llegada de Amondarain como agente libre, club por el que firmó por 4 temporadas. En Gales nunca pudo debutar profesionalmente, asimismo, compartió camerino con el chileno Gary Medel con quien tuvo una buena relación al ser los únicos habla hispanas del equipo; 
A inicios del 2019 se rumoreaba como nuevo fichaje de Ñublense, sin embargo, desechó esta oferta para volver a España.

### 2022-
Luego de 2 temporadas en el fútbol uruguayo, en el 2022 ficha por el Alianza Atlético Sullana para afrontar la Liga1 (Perú) por pedido de Mario Viera quien anteriormente lo había pedido para reforzar UTC. Al finalizar el 2022 cumple una buena temporada dejando una buena impresión en el fútbol peruano.
A pesar de haber tenido una oferta de renovación del cuadro sullanense, ficha por el Carlos A. Mannucci por pedido nuevamente de Mario Viera.

## Selección nacional

### Juveniles
Maximiliano ha sido parte de la Selección de fútbol sub-20 de Uruguay que participó en la Copa Mundial Sub-20 de 2013.

#### Participaciones en juveniles
| Competición                 | Sede    | Resultado  |
| --------------------------- | ------- | ---------- |
| Copa Mundial Sub-20 de 2013 | Turquía | Subcampeón |

## Estadísticas
| Club               | País          | Año           | Part. | Goles |
| ------------------ | ------------- | ------------- | ----- | ----- |
| Progreso           | Uruguay       | 2012 - 2013   | 18    | 0     |
| Cardiff City       | Gales         | 2013 - 2015   | 0     | 0     |
| Elche Ilicitano    | España        | 2015 - 2016   | 22    | 0     |
| Barakaldo C. F.    | España        | 2016 - 2017   | 25    | 3     |
| Racing Club        | Uruguay       | 2017          | 4     | 0     |
| Progreso           | Uruguay       | 2018          | 1     | 0     |
| U. B. Conquense    | España        | 2019          | 16    | 1     |
| Orihuela C.F.      | España        | 2019 - 2020   | 8     | 0     |
| Rentistas          | Uruguay       | 2020 - 2021   | 12    | 0     |
| Cerrito            | Uruguay       | 2021          | 20    | 0     |
| Alianza Atlético   | Perú          | 2022          | 27    | 0     |
| Carlos A. Mannucci | Perú          | 2023          | 23    | 0     |
| Total carrera      | Total carrera | Total carrera | 176   | 3     |